# Áreas protegidas de Palaos

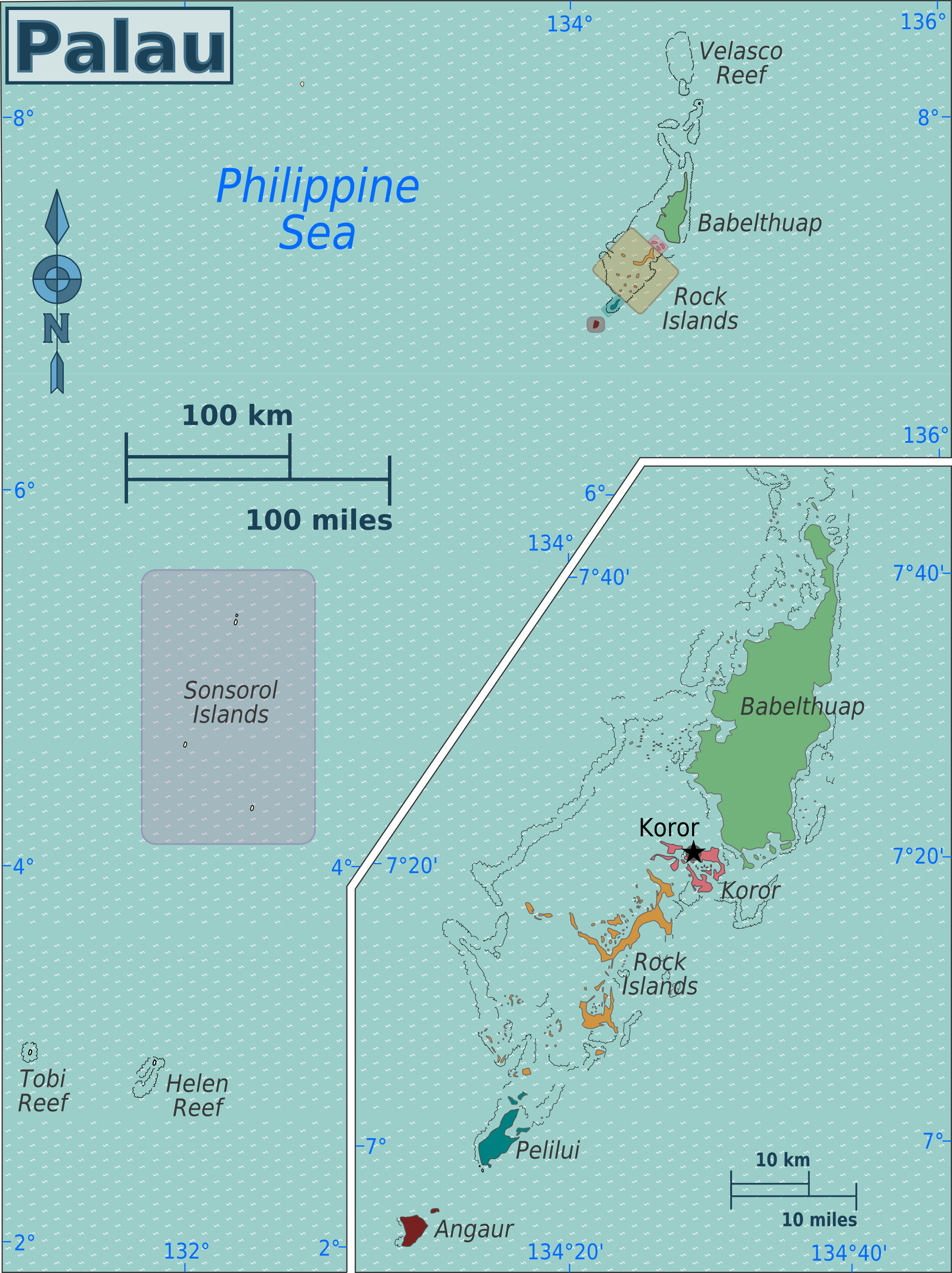
Mapa de Palaos

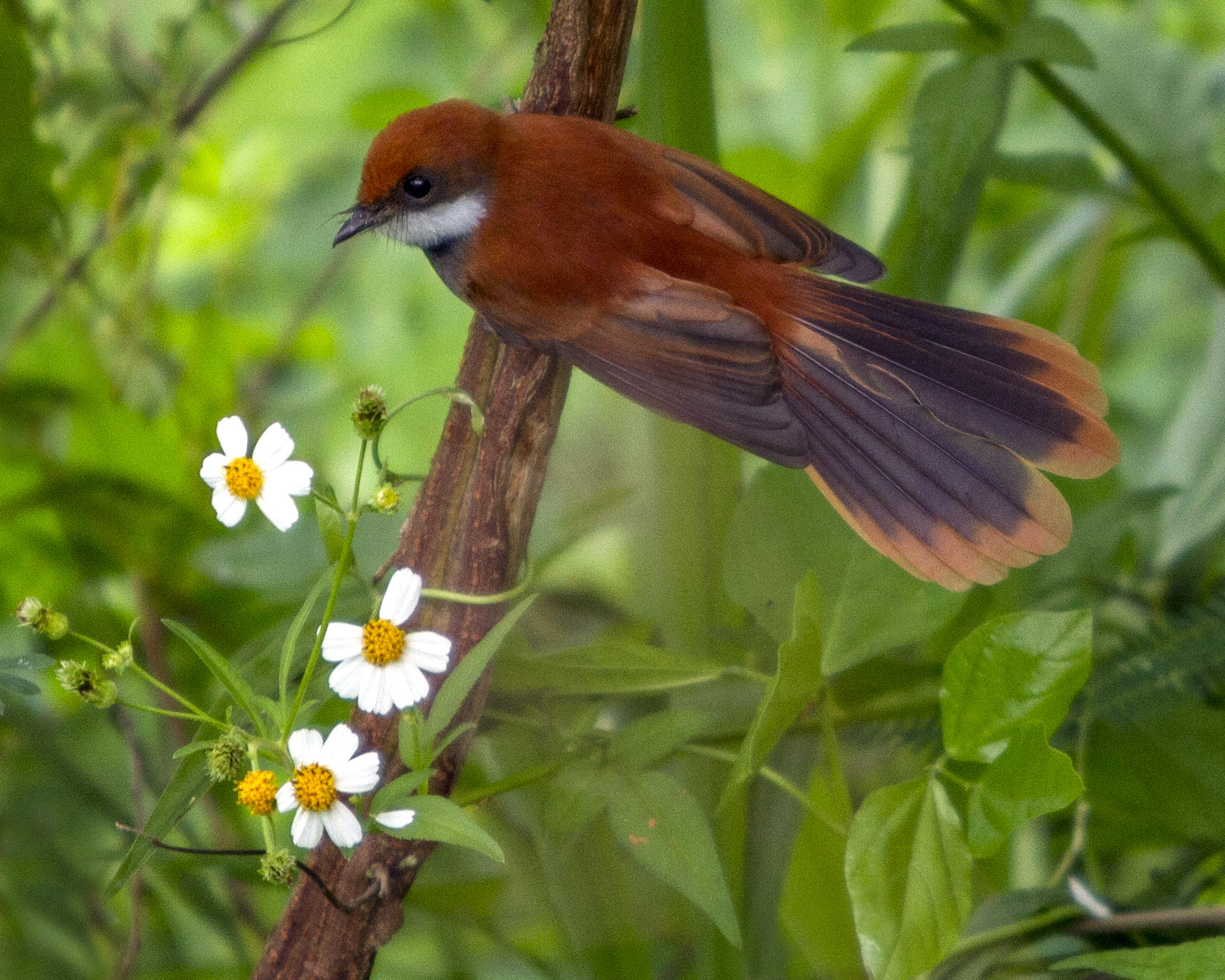
Abanico de Palaos

En Palaos hay 66 áreas protegidas, que cubren 221 km² (kilómetros cuadrados) de superficie terrestre, el 44,18 % del territorio, y 608.173 km² de áreas marinas, el 100 % del territorio. De estas, 4 son reservas naturales, 28 son áreas de conservación, 9 son áreas en zonas gestionadas, 2 son santuarios de aves, una es una reserva de pesca, una es un área de conservación de la naturaleza, 10 son áreas gestionadas comunitarias, 2 son santuarios marinos, 2 son reservas forestales, una es una IBA (Important Bird Area), una es una zona recreativa, una es una zona de aguas estatales y una es una zona de pesca. Además, una es una reserva de la biosfera de la Unesco, una es un sitio patrimonio de la humanidad y una es un sitio Ramsar.
Palaos posee unas 1000 especies endémicas; de estas, unas 200 son plantas endémicas que incluyen 60 especies de orquídeas, unos 300 gasterópodos terrestres, 500 tipos de insectos, 16 especies de aves, 2 especies de murciélagos, 12 especies de anfibios, reptiles, peces de agua dulce y el amenazado talégalo de las Marianas. Asimismo, es el hogar de unas 350 especies de coral duro y 200 especies de coral blando, 300 especies de esponjas y 1300 especies de peces. En sus aguas se encuentra el dugongo, el cocodrilo marino, las tortugas verde y carey, y la almeja gigante. Hay unos 60 lagos marinos, 5 de los cuales contienen medusas.
Muchos nombres de lugares en Palau empiezan por el prefijo Nger, que significa "pertenece a". Por ejemplo, Ngerumekaol significa "de las piedras de coral", por umekaol, que significa coral o piedra caliza.

## Santuarios y áreas marinas
- Santuario Marino Nacional de Palaos, 502.539 km² (kilómetros cuadrados). Desde octubre de 2015, es una de las zonas protegidas más grandes del mundo. Alberga más de 1300 especies de peces, más de 400 especies de coral duro y más de 300 de coral blando, siete de los nueve tipos que hay en el mundo de almeja gigante, lagos en los que hay medusas que no son urticantes y la mayor parte de plantas y animales de Micronesia.[3][4]
- Área de desove de Ngerumekaol, 4,82 km². Importante zona de desove de meros. La pesca de meros en los lugares donde estos se reúnen en gran número para desovar está prohibida en numerosos países, entre ellos Bermudas, República Dominicana y Puerto Rico, así como en algunos parques marinos de Belice. En la cuenca indopacífica, solo están protegidos en Palaos y Pohnpei, uno de los cuatro Estados Federados de Micronesia. El canal de Ngerumekaol está junto a la isla de Ulong, al oeste de Palaos.[5]
- Santuario marino de Ngermedellim, 43,5 ha, 7.50 N, 134.64 E. Al este de Babeldaob. Arrecifes de coral y praderas marinas. El blanqueamiento de los corales de aceleró en los últimos años hasta afectar al 90 %.[6]
- Área de gestión marina del estado de Ngarchelong (NMMA), al norte de Babeldaob, en el área de conservación de Ebill. Es una zona de arrecifes de coral y se protege toda la vida marina.

## Sitio Ramsar

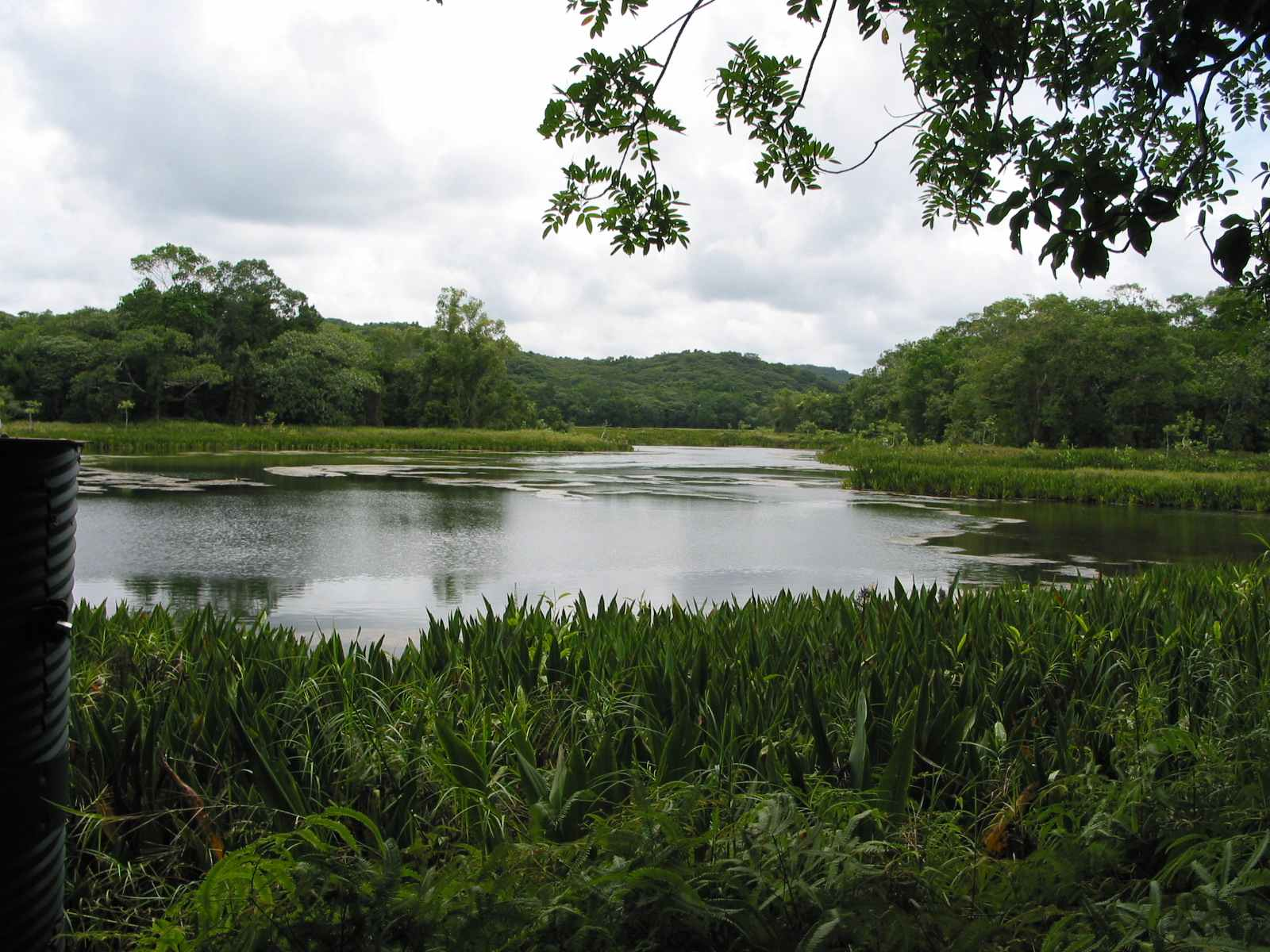
Lago Ngardok

- Reserva natural del lago Ngardok, 500 ha (hectáreas), 07°31′N 134°34′E. Lago de agua dulce en la isla de Babeldaob junto con varias corrientes y pequeñas áreas de pantanos de ribera y bosques pantanosos. Alberga peces nativos de la fauna de Palaos y una pequeña población de cocodrilo marino. Incluye especies de aves endémicas como la paloma tilopo de las Palau, el abanico de Palaos, el  monarca de Palaos y la paloma perdiz de las Palau. Es también importante para la pequeña población del estado de Melekeok para el control de las inundaciones y la calidad del agua.[7] Entre la vegetación única destaca la planta carnívora nativa del género Utricularia y numerosas orquídeas.[8]

## Reservas naturales

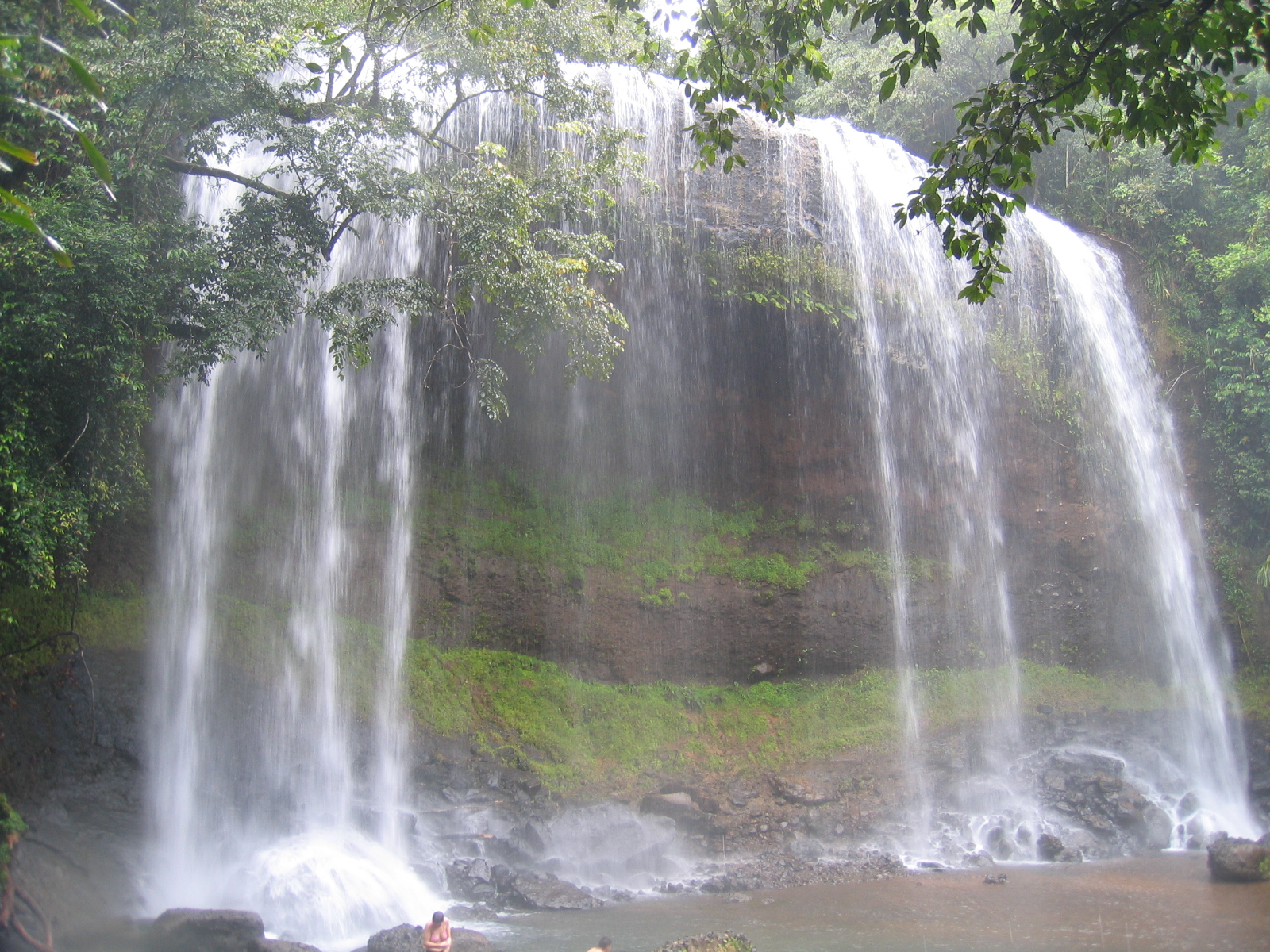
Cascada de Medal a Ieychad, en Ngardmau.

- Cascada de Medal a Ieychad, en Ngardmau. Es la mayor cascada de las islas Palaos.[9]
- Reserva forestal de Chermall, lugar sagrado, en la red de áreas protegidas de Kayangel
- Área de conservación de la cuenca de Ngerderar.[10]
- Reserva forestal de Ngerusebek, lugar sagrado, en la red de áreas protegidas de Kayangel, que incluye Chermall, el arrecife de Ngkesol, la reserva marina de Ngeruangel, el IBA de Ngeriungs y 12 millas náuticas en torno al atolón de Kayangel. Como en Chermall, la zona está restringida a los habitantes locales y el resto de palaosenses, porque se tiene la convicción de que ciertas especies vegetales del área mantienen el atolón intacto. Se preservan ciertos árboles y solo pueden entrar ciertas mujeres mayores de algunos clanes que son propietarios del lugar.[11]
- Reserva marina de Ngeruangel, 56,59 km2, desde 2011. Parte del proyecto del estado de Kayangel, incluye arrecifes prístinos y un único atolón coralino donde crían aves.
- Reserva natural de Ngardok, en el estado de Melekeok. Sitio Ramsar con el mayor lago de agua dulce de la Micronesia.
- Reserva natural de Ngerbekuu, en el estado de Ngiwal. Bosques vírgenes y la cascada Olsolkesol, área protegida, que está por encima. Entre ambos 1,28 km2. Es la más pequeña de las cinco cuencas de la isla Babeldaob, en el río Ngerbekuu.[12] Su parte inferior es el Área de conservación de Ngemai, establecida en 2015, que incluye también el área marina de la desembocadura del río Tayo.

## Patrimonio mundial

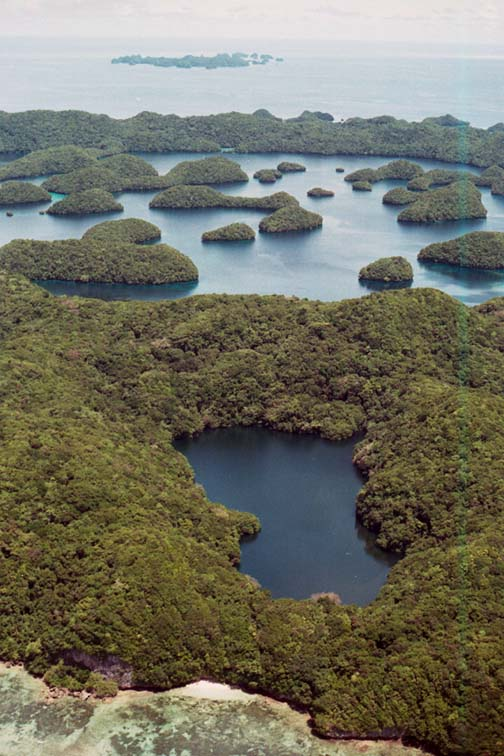
Islas Chelbacheb, patrimonio dela Humanidad de la Unesco.

- Islas Chelbacheb (Rock Islands Southern Lagoon), 1002 km² (kilómetros cuadrados) que incluyen 445 islas calizas de origen volcánico deshabitadas, muchas de las cuales parecen hongos rodeados por lagunas de aguas color turquesa y arrecifes coralinos, con 385 especies diferentes de corales y diferentes tipos de hábitat, que albergan una gran variedad de plantas, aves y animales marinos como los dugongos y unas 13 especies de tiburones. En este sitio se da la mayor concentración mundial de lagos marinos, esto es, de masas de agua de mar separadas del océano por barreras terrestres.[13]

## Reservas de la biosfera de la Unesco
- Reserva de la biosfera de Ngaremeduu, 136,7 km² (kilómetros cuadrados). Bahía en la parte oeste de la isla de Babeldaob. Alberga el mayor estuario de Micronesia, pantanos de agua dulce, sabana de matorrales y pandanos, una de las mayores zonas de manglares de las islas del Pacífico y extensos arrecifes de coral y praderas marinas.[14]

## Áreas de conservación marinas y terrestres

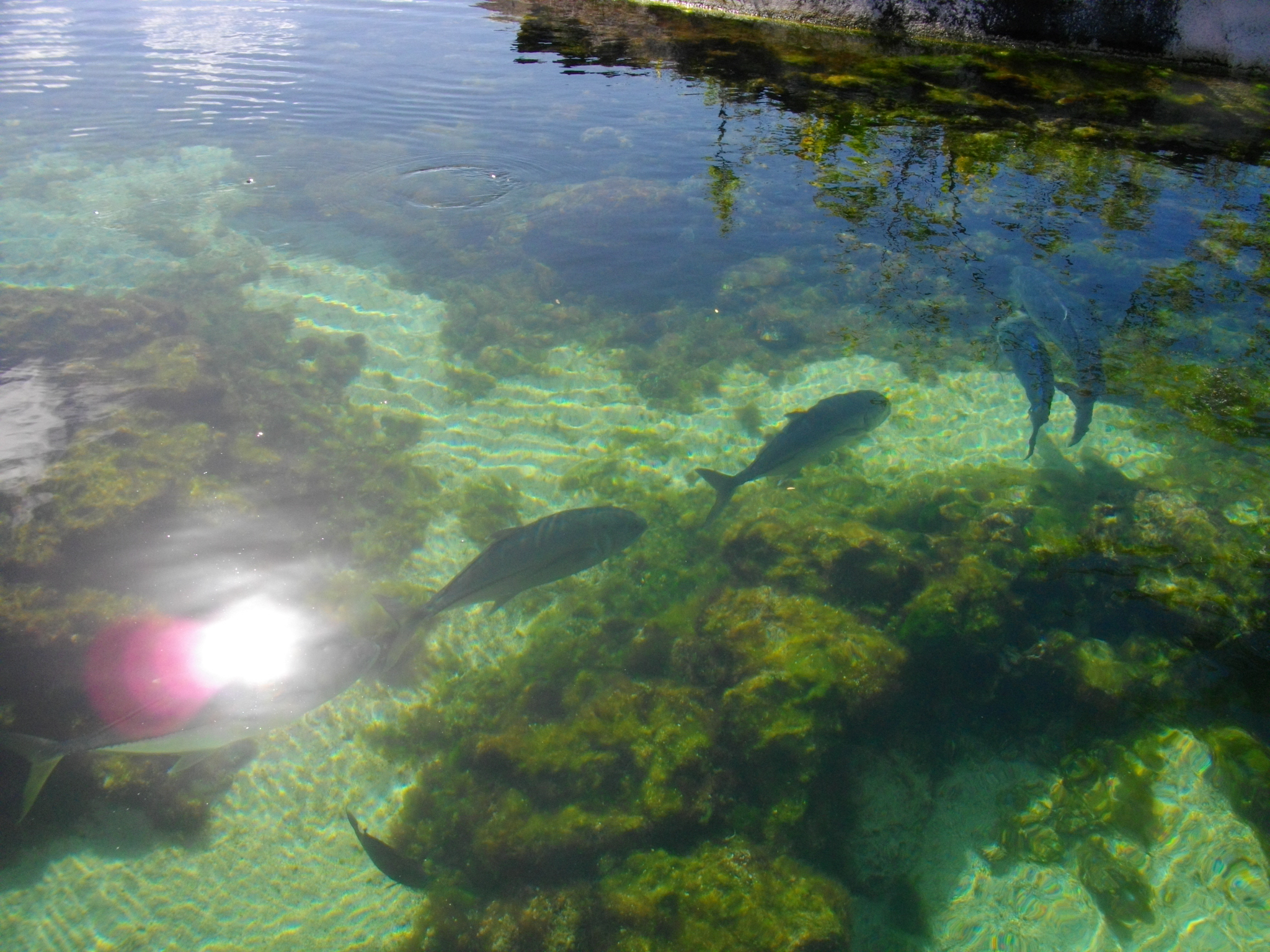
Palau International Coral Reef Center

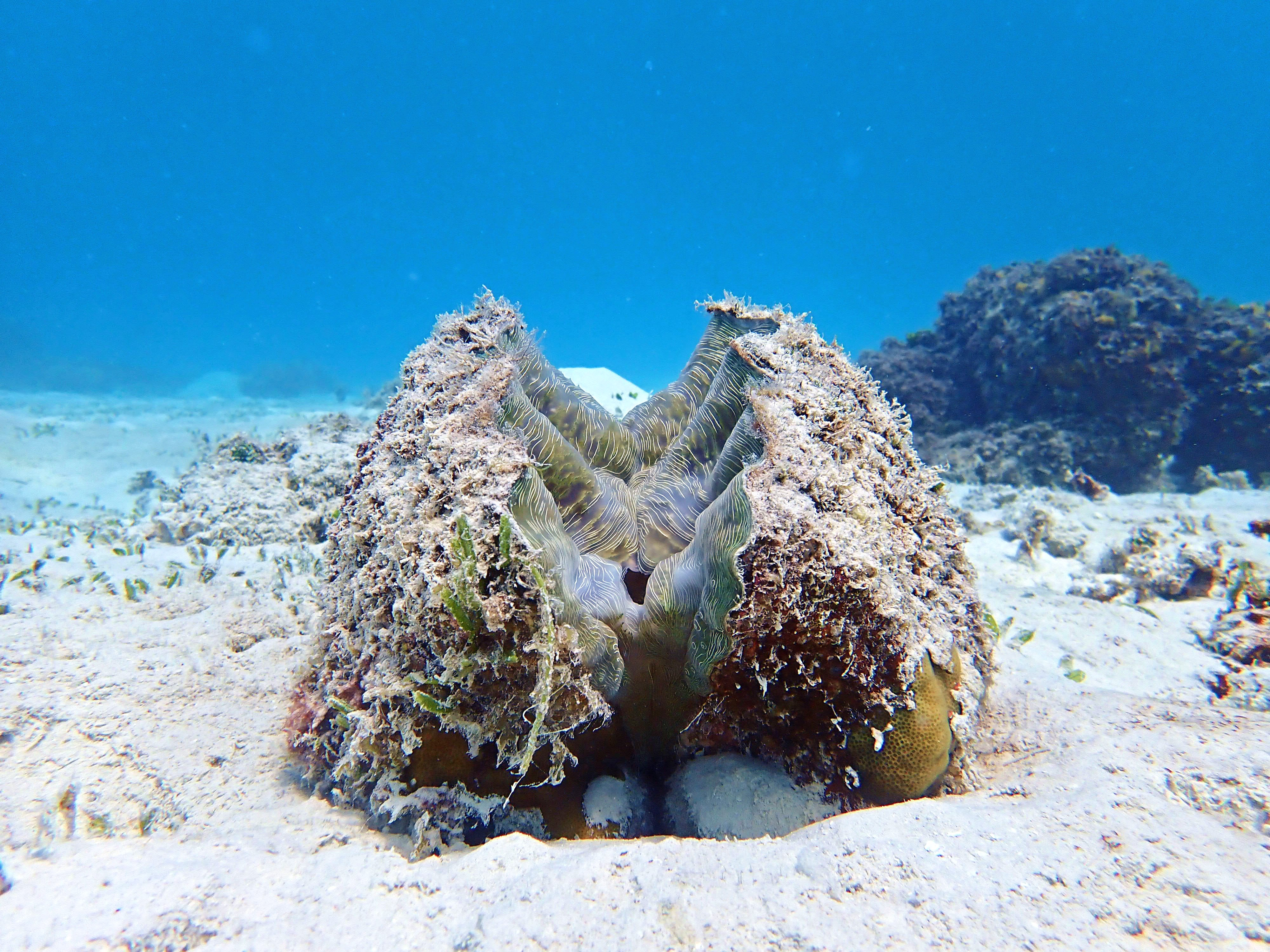
Almeja gigante Hippopus hippopus en Vanuatu, presente también en Palau.

La red de áreas protegidas de Palau (PAN) se establece en 2003. La previsión era que en 2020 estuvieran protegidos el 20-30 % de los hábitats terrestres y marinos. En 2016, se encontraban protegidos el 14 % de los arrecifes coralinos y las praderas marinas. En 2016, Palau tiene 44 áreas protegidas, de las cuales 33 eran hábitats marinos. Un estudio de 2023 muestra que tiburones y rayas están en disminución en los arrecifes.
- Ileyaklbeluu. Una pequeña isla redondeada de 36 hectáreas en el arrecife al noroeste de Palaos, en  7°38.998’N, 134°32.799’E, con una cresta en forma de media luna al oeste algo más elevada y una plataforma al este sobre la laguna. El coral cubre el 20 % de la isla, dominado por Acropora spp. de un total de 31 géneros de corales.[17]
- Ongiil, 1,1 km2, en el estado de Ngaraard, en 07°34'30N, 134°38'24E. Incluye arrecife, canal y plataforma. El canal (7,5%) tiene los corales más altos, dominados por Porites spp, seguido de Montipora y Millepora spp. La plataforma (28,3% arenosa) está cubierta de pastos marinos, dominados por Thalassia hemprichii, con una cobertura alta de algas filamentosas.[18]
- Área de protección de Iuaiu, 80 ha, en el estado de Angaur, 80 ha. Plataforma de arrecife coralino y una pradera marina que acaban en una cresta coralina. En las praderas marinas domina Thalassia hemprichii. Hay almejas gigantes Tridacna crocea y Hippopus hippopus.[19]
- Área de protección de Angaur, 1,12 km2, en el estado de Angaur, desde 2015.
- Área de protección de Iuaiu, 80 ha, en el estado de Angaur. Plataforma de arrecife coralino y una pradera marina que acaban en una cresta coralina. En las praderas marinas domina Thalassia hemprichii. Hay almejas gigantes Tridacna crocea y Hippopus hippopus.[19]
- Arrecife de Helen, 121 km2, en torno a la isla Helen, al sur de Palaos, con una laguna de 69 km2, un arrecife exterior de 7,5 km2 y un arrecife posterior de 31,5 km2. Según la Palau Conservation Society, tiene 106 km2.[20]
- Arrecife santuario marino de Oisebukel, 2,85 km2, al oeste de Palaos.
- Chiul, 35 ha, en el estado de Ngatpang
- Olterukl, 70 ha, desde 1999.[21]
- Bahía de Ngaremeduu, 127,84 km2.[22]
- Ngermasech, 2,93 km2, desde 2005, en el estado de Ngardmau. Cerrado a la pesca durante 18 años. Tiene dos hábitats marinos, además de los manglares, una plataforma arrecifal y una laguna. Abundan los peces loro y los siganos. Entre los corales dominan las colonias de Porites. [23][24]
- Manglar de Oikull, 25 ha, desde 2002, en el estado de Ngatpang, al sudeste de la isla grande, sobre suelos calizos y volcánicos que permiten una gran variedad de plantas. Oikull fue una localidad densamente poblada en el pasado de la que emigró la mayor parte de la población.[25]
- Manglar de Ngaraard, 1,67 km2. [26]
- Ngeream, 58 ha (0,58 Km2), desde 1997.[27]
- Costa este de Ngaraard
- Teluleu o Teleleu ('lejos'), 1,54 km2, desde 2012 en el estado de Peleliu, con praderas marinas y arrecifes.
- Ngelukes, 1.04 km2, en el estado de Ngchesar, desde 2002. Posee arrecifes de cresta, frontales y de plataforma. Posee una gran abundancia de peces, entre ellos, 11 tipos de pez loro de los géneros Scarus, Hipposcarus, Chlorurus, Cetoscarus y Bolbometopon.[28]
- Mesekelat, 3,8 km2, en el estado de Ngchesar, desde 2008
- Manglar de Imul
- Ngemai, 3,25 km2, en el estado de Ngiwal, en 7°31.882 N, 134°37.55 E. Área marina establecida en 1997 para conservar las poblaciones de peces e invertebrados. Incluye hábitats marinos y terrestres, entre ellos un arrecife frontal, una laguna, manglares y el río Tayo y alrededores. Unido al área terrestre de Oselkesol.[29]
- Ungellel, 1 hectárea.[30]
- Lago Ngerkall, 2,22 km2, desde 2008, en el estado de Ngaraard, en el nordeste de la isla principal de Babeldaob. Forma parte de la red de conservación Kerradel, que protege bosques, ríos y sitios culturales.
- Diong ra Ngerchokl, 9 ha, en el estado de Ngaraard.
- Medal Ngediull, 3,18 km2, en el estado de Airai, desde 2011, al sudeste de la isla de Babeldaob. Incluye manglares, arrecifes, praderas marinas, zonas intermareales, sitios culturales islas rocosas, y zonas de cría. Es un hábitat crítico para el pez Napoleón, el pez loro cototo verde y los siganos.[31]
- Reserva natural de las islas Ngerukeuid (o Ngerukewid). También conocidas como las Islas Setenta, son un grupo de islas deshabitadas al sudoeste de las islas Chelbacheb. Son unas 40 islas pequeñas, planas y boscosas.
- Área de conservación de Ngemelis o Complejo de islas Ngemelis, son unas 20 islas deshabitadas al sudoeste de las islas Chelbacheb que abarcan unas 90 ha. Es uno de los sitios de buceo más frecuentados de Palau, destacando Blue Corner, donde se pueden avistar varios tipos de tiburones (tiburón ballena, tigre, martillo, de arena), mantarrayas de arrecife y rayas águila, tortugas laúd, verde y carey, pez luna, morenas, barracudas, lábridos y pulpos.[32]
- Área de conservación Crab, en el estado de Ngatpang. Son tres áreas de conservación que protegen cangrejos de los manglares, almejas y peces.
- Área de conservación de Bkullengriil, 66,5 ha, en el estado de Ngeremlengui, en 7˚31.8828’N, 134˚29.8482’E. Incluye una laguna, una plataforma de arrecifes y manglares.[33]
- Área marina protegida de Ngerekebesang. Ngerekebesang es una isla en el estado de Koror que tiene 2,44 km2. El área protegida es una zona de arrecifes, algo de la costa y una laguna.[34]

## Santuarios de aves e IBAs

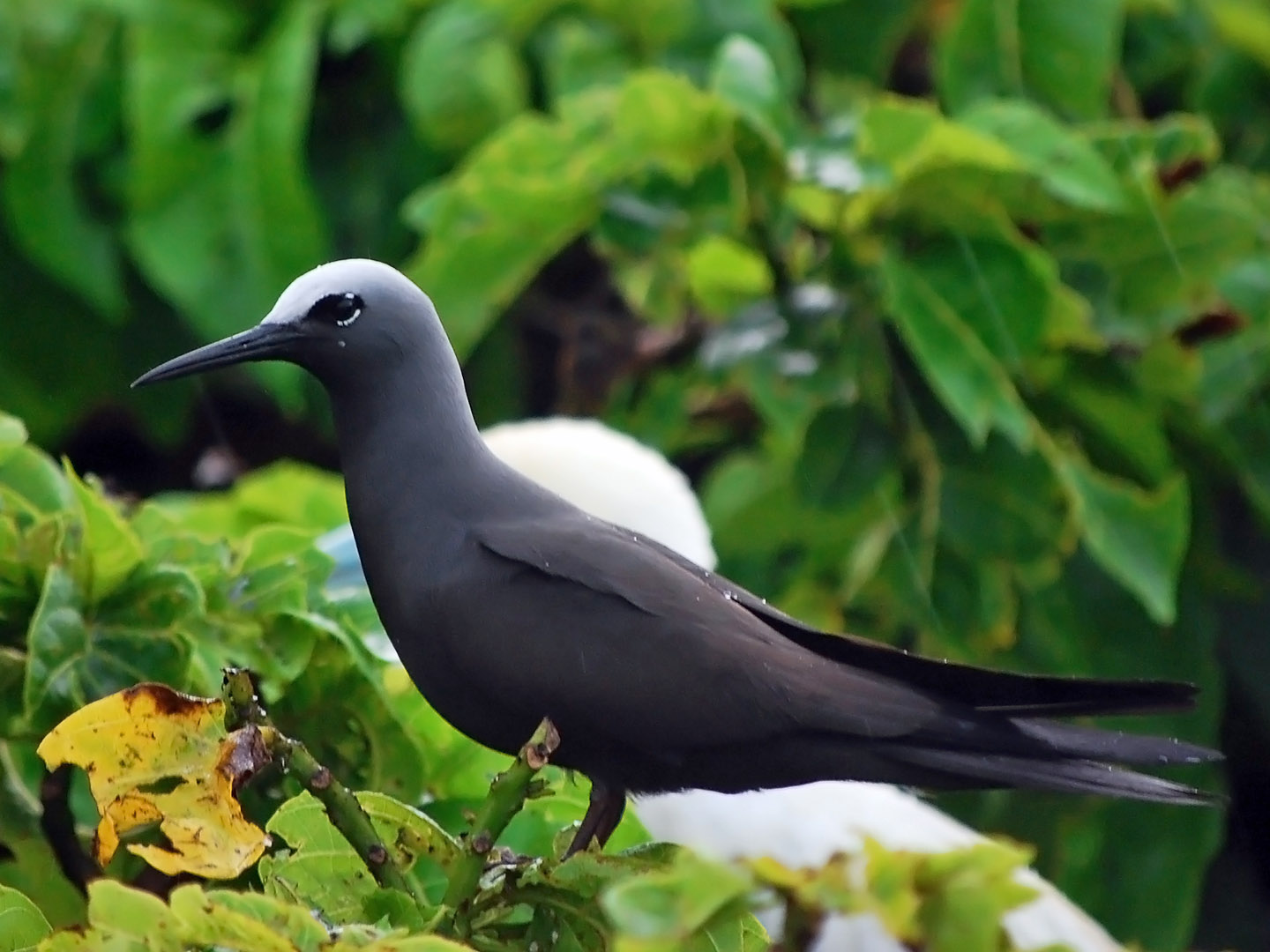
Tiñosa menuda

- Santuario de aves de Ngeriungs e IBA, 38 ha, es la mayor de las cuatro islas de atolón Kayangel, que en total cubren 3 km². Las cuatro islas (Kayangel, Ngeriungs, Ngerbelas y Orak) y el atolón Ngaruangel, al norte, forman el estado de Kayangel. Las islas, 40 km al norte de la isla principal de Palaos, están cubiertas de bosque, y menos Kayangel, están deshabitadas. Son áreas de importancia para las aves (IBAs) por el elevado número de talégalo de las Marianas. Las playas son frecuentadas por las tortugas verdes y carey, y por el cangrejo de los cocoteros, que se cría para subsistencia y pequeño comercio.[35]

- Santuario de aves de Ngeremeskang, 34 ha. En el río más largo de la isla de Babeldaob, en el estado de Ngeremlengui, cuya mayor parte posee pendientes superiores al 30 % y solo posee zonas adaptables para la agricultura cerca del río Ngermeskang ('bendición')y al norte en el río Mekaud. Hay dos pueblos pequeños y una piscifactoría. La zona protegida abarca una zona marina.[36]

#### Áreas de importancia para las aves

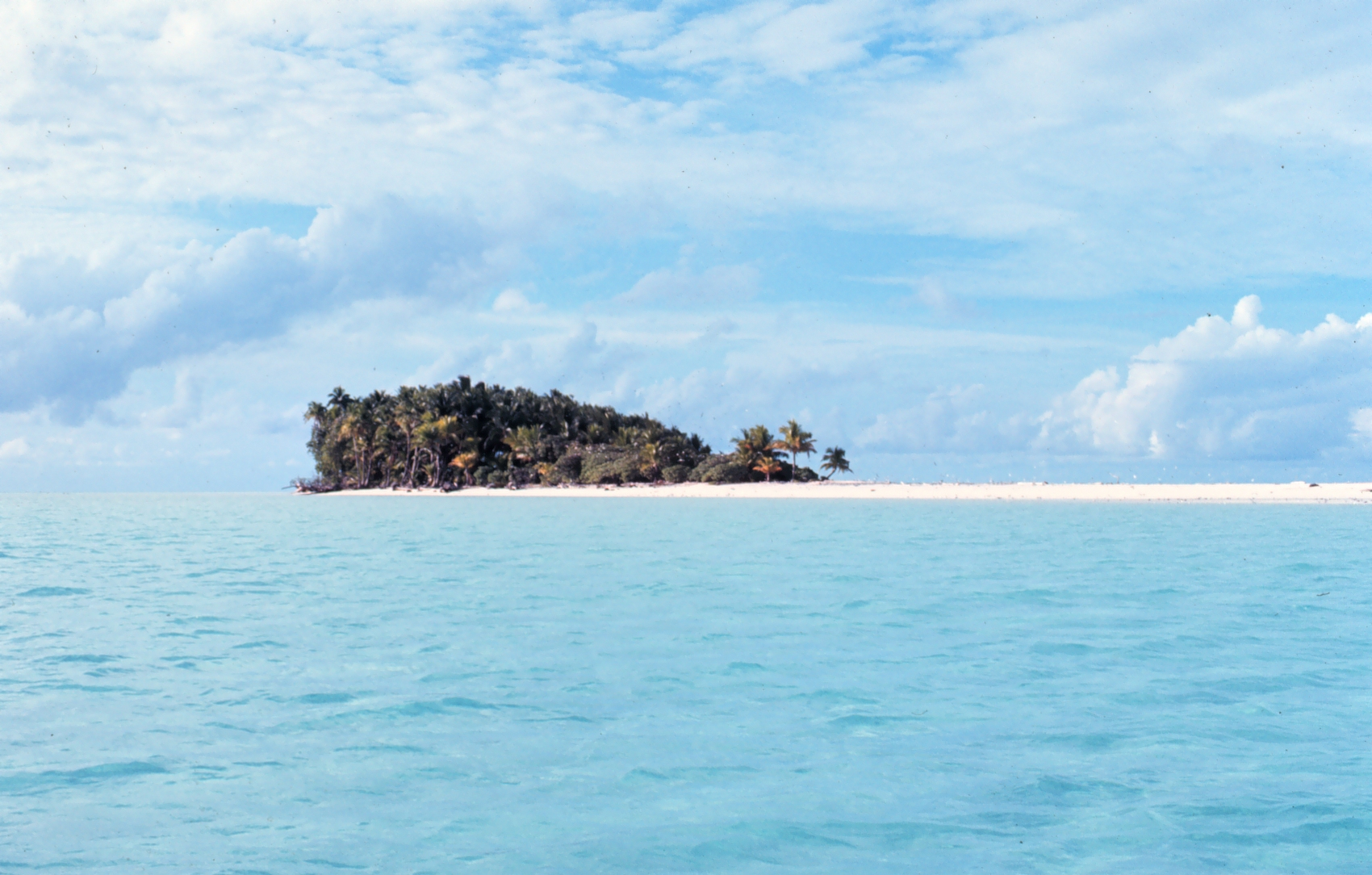
Isla Helen

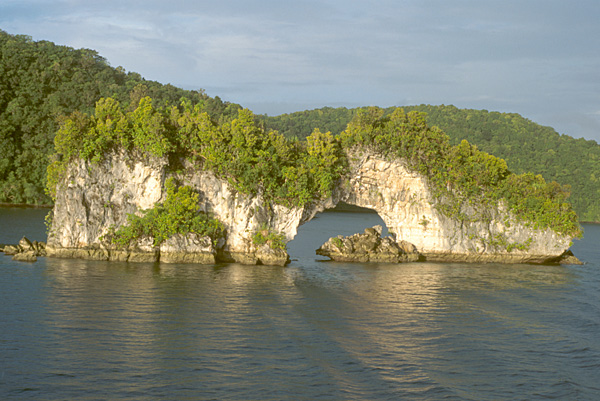
Uno delos islotes de las islas Chelbacheb.

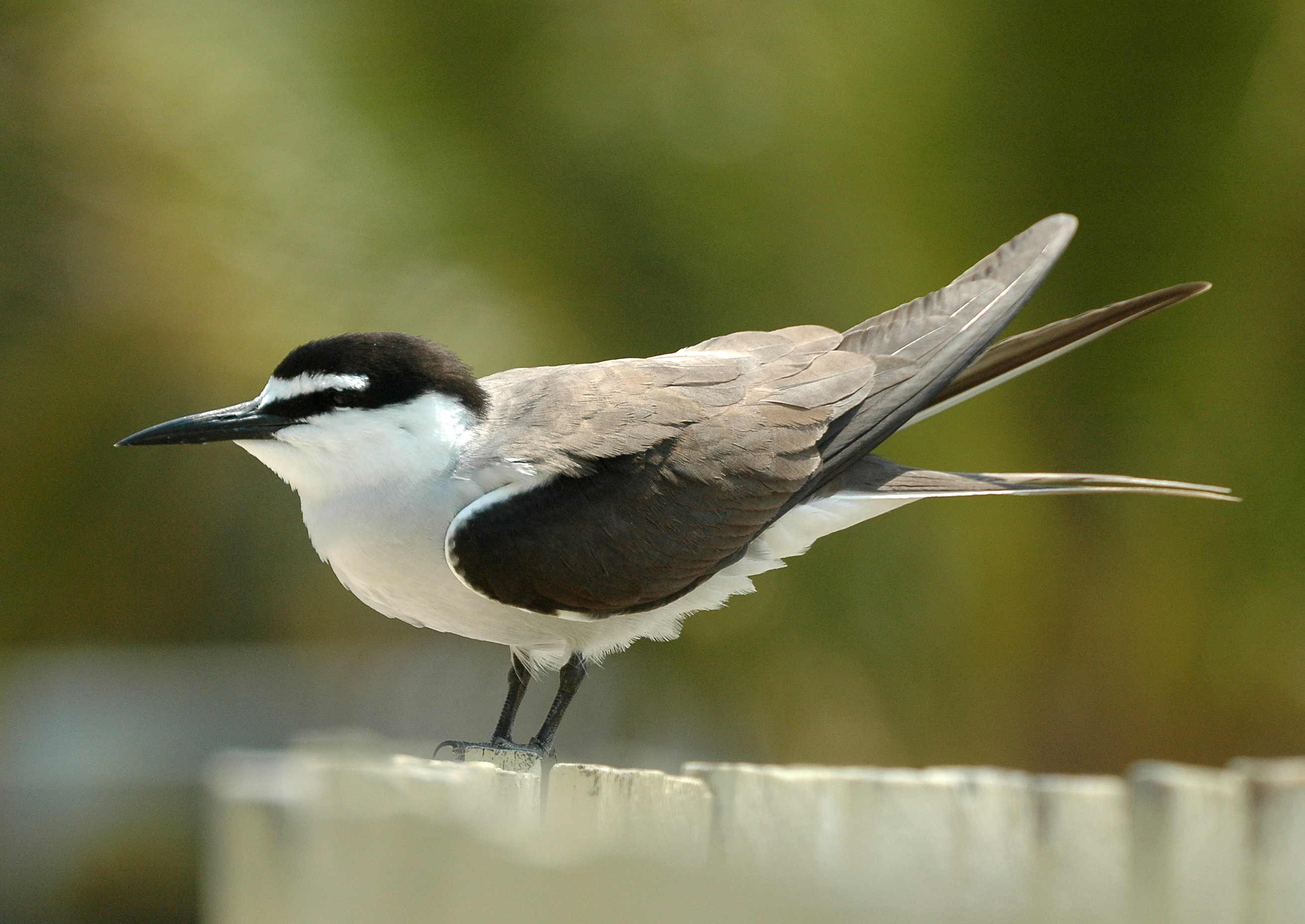
Charrán embridado

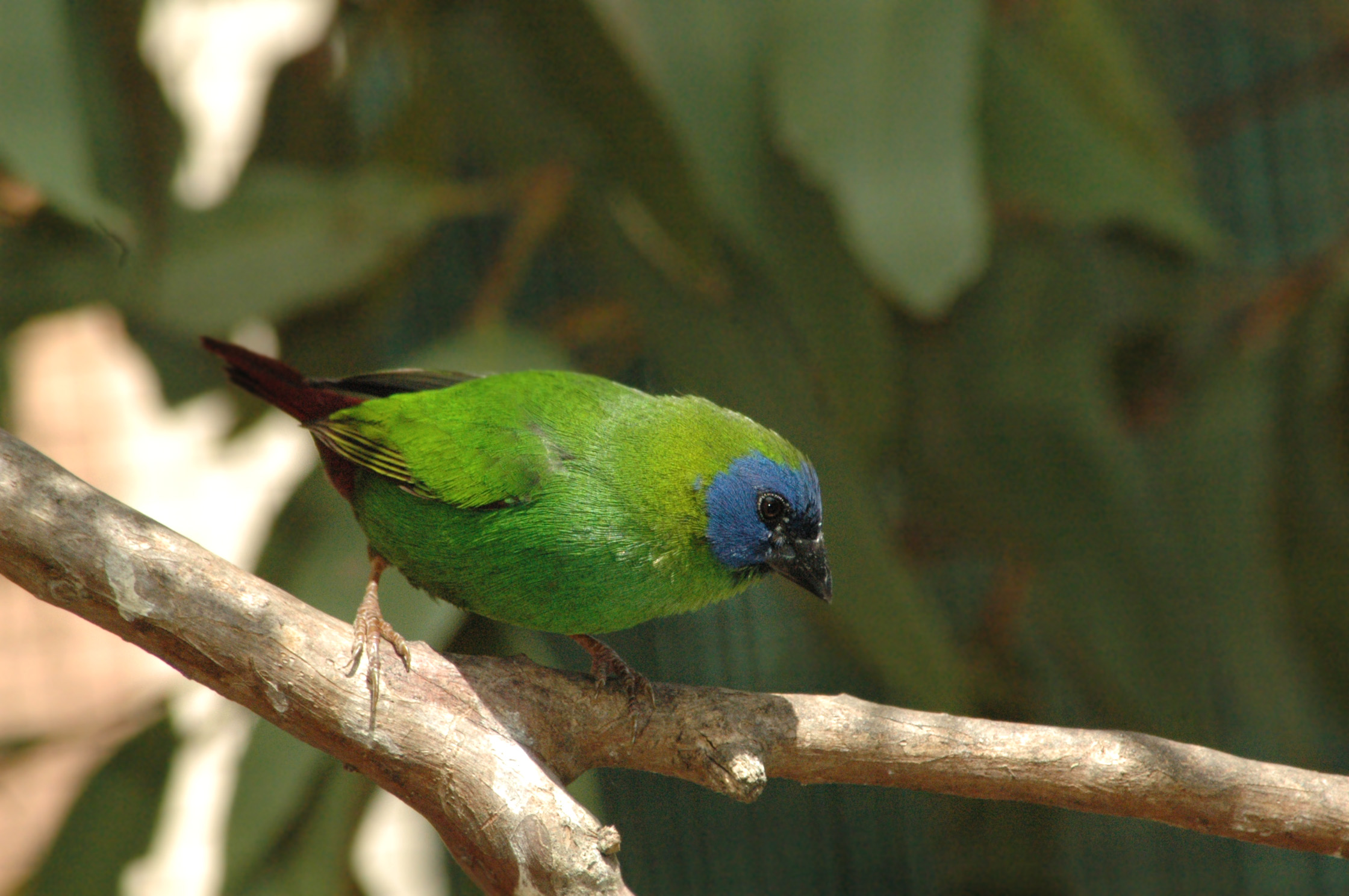
Diamante cariazul

Hay 11 zonas de importancia para las aves (IBas) en Palaos, que cubren 12.155 km² y albergan 113 especies de aves, de las que 13 son endémicas y 6 están globalmente amenazadas.
- Isla de Fana, 40 ha. Esta área de importancia para las aves es uno de los cuatro arrecifes de coral del estado de Sonsoral en el sudoeste de las islas. La isla, de 35 ha, está cubierta de vegetación, está deshabitada y debido a sus escasa altitud es sensible a las subidas del nivel del mar. En las cercanías viven unas 30 personas. Alberga varios miles de parejas de tiñosa menuda y charrán blanco. También abundan la tiñosa común, la fragata pelágica, el piquero patirrojo y el piquero pardo. El bosque de Pisonia es único. También hay cangrejo de los cocoteros y en las playas crían las tortugas verdes.[37]
- Ngerutechei, al oeste de la isla de Babeldaob, en el área de Ngeremlengui.[38][39]
- Isla Helen
- Peleliu, humedales costeros que rodean los islotes de Belualasmau, Ngeuall y Ngedebus. Zona IBA en peligro.[40]
- Islas Chelbacheb o Rock Islands, 49 km², un grupo de más de 500 islas calcáreas que cubren unos 621 km² de una laguna que se encuentra entre Koror y Peleliu. La isla más grande tiene 35 km². El IBA ocupa los grupos de islas de Ngeruktabel, Ulong, Mecherchar, Ngerukeuid y las islas más grandes de la bahía de Nikko, Ulebsechel, Ngermeuangel y Ngeteklou, exclusivamente áreas terrestres. es uno de los pocos sitios donde se encuentra el anteojitos de las Palaos, que suele verse en los árboles Casuarina o en las dunas. También se encuentran los raros diamante cariazul, en Ulong, la paloma perdiz de las Palau, en la Reserva de Ngerukeuid, la paloma de Nicobar y en todas las islas el talégalo de las Marianas y aves marinas como la pardela de Audubon, el charrán embridado y el charrán de Sumatra. En la costa hay tortugas, dugongos, arrecifes de coral y otros invertebrados. En una de las islas se encuentra el conocido lago de las Medusas, donde es posible nadar rodeado de medusas del género Mastigiidae, que no son urticantes para las personas.[41]
- Sierra Occidental de Babeldaob, 26 km². Incluye el bosque que abarca una porción del oeste de Babeldaob y que se encuentra en una franja al norte de Ngaremlengui y al sur de Ngardmau que discurren paralelamente a la cuenca principal del río Diongradid. La frontera del IBA de la sierra Occidental sigue los tributarios al norte y al sur, el límite de los manglares al oeste y la carretera de Compact Road al este. Consiste en un bosque tierras altas volcánicas, de carácter primario y secundario, así como bosque pantanoso, pradera y sabana con corrientes de agua dulce y áreas de ribera. Alberga todas las especies de aves restringidas a Palaos, salvo el anteojitos de las Palaos.[42]